# Robert Service

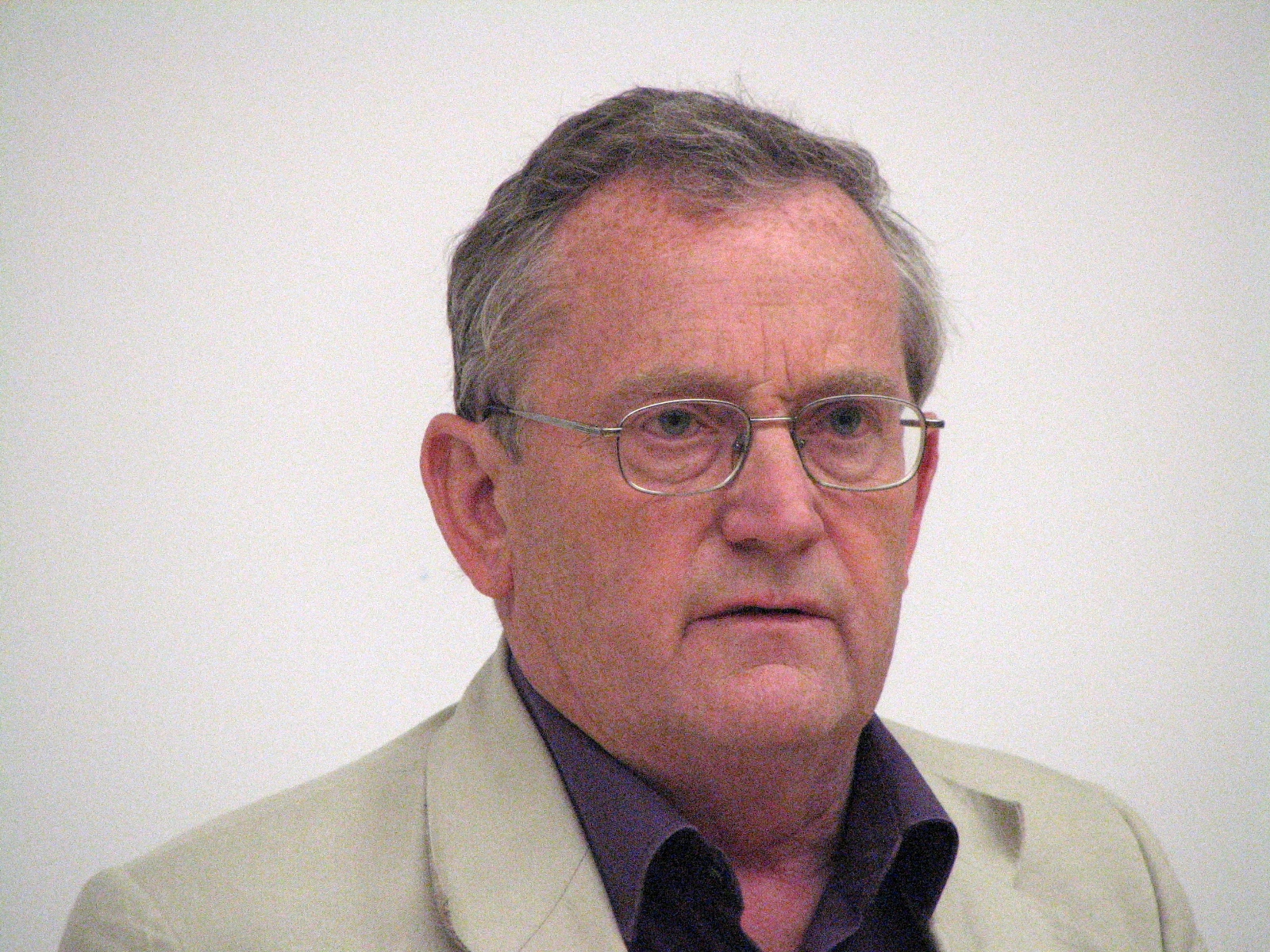
Robert Service

Robert Service (29 ottobre 1947) è uno storico britannico.

## Biografia
Dopo un master presso il King's College, Università di Cambridge, ha continuato gli studi all'Università dell'Essex, dove ha conseguito un master e un dottorato di ricerca, e all'Università di Leningrado.
Ha insegnato alla Keele University, alla UCL School of Slavonic and East European Studies e all'Università di Londra. Nel 1988 si è trasferito al St Antony's College di Oxford ove ha insegnato storia russa fino al 2013, ed è rimasto, dal 2014, come "Senior Fellow".
Membro dal 1998 della British Academy, è noto per i suoi numerosi libri sulla storia russa nel XX secolo, in particolare sulla Rivoluzione russa, e le biografie di Lenin, Stalin e Trockij. La sua biografia di Lev Trockij ha ricevuto il Duff Cooper Prize nel 2009.

## Opere
- The Bolshevik Party in Revolution: A Study in Organisational Change, 1979.
- Lenin: A Political Life, 3 voll., 1985-1995.
- The Russian Revolution, 1900-1927, 1986.
- A History of Twentieth Century Russia, 1997.
- Lenin: A Biography, 2000.
- Russia: Experiment with a People, From 1991 to the Present, 2002.
- Stalin: A Biography, 2004.
- Comrades!: A History of World Communism, 2007
- Trotsky: A Biography, 2009.
- Spies and Commissars. 2011.
- The End of the Cold War, 1985-1991, 2015.
- The Last of the Tsars:  Nicholas II and the Russian Revolution, 2017.
- Russia and Its Islamic World, From the Mongol Conquest to the Syrian Intervention, 2017.

### Opere edite in lingua italiana
- Storia della Russia nel XX secolo, Roma, Editori riuniti, 1999. ISBN 88-359-4802-9
- Dizionario del comunismo nel XX secolo, coautore Silvio Pons, 2 voll., Torino, Einaudi, 2006-2007. ISBN 9788806185053
- Compagni. Storia globale del comunismo nel XX secolo, Bari, Laterza, 2011. ISBN 978-88-420-9742-6